# Marco Tumminello
Marco Tumminello (ur. 6 listopada 1998 w Erice) – włoski piłkarz występujący na pozycji napastnika we włoskim klubie Reggina. Wychowanek Trapani, w trakcie swojej kariery grał także w takich zespołach, jak Roma, Crotone, Atalanta, Lecce, Pescara oraz SPAL. Młodzieżowy reprezentant Włoch.